# In an Expression of the Inexpressible
In an Expression of the Inexpressible est le quatrième album studio de Blonde Redhead, sorti le 8 septembre 1998 sur le label Touch and Go Records,

## Titres
| No  | Titre                                    | Durée |
| --- | ---------------------------------------- | ----- |
| 1.  | Luv Machine                              | 3:39  |
| 2.  | 10                                       | 3:59  |
| 3.  | Distilled                                | 3:29  |
| 4.  | Missile ++                               | 3:13  |
| 5.  | Futurism vs. Passéism Part 2             | 4:04  |
| 6.  | Speed x Distance = Time                  | 3:54  |
| 7.  | In an Expression of the Inexpressible    | 6:09  |
| 8.  | Suimasen                                 | 3:14  |
| 9.  | Led Zep                                  | 5:15  |
| 10. | This Is for Me and I Know Everyone Knows | 2:59  |
| 11. | Justin Joyous                            | 2:53  |

## Musiciens
- Amedeo Pace – Guitar, Vocals
- Kazu Makino – Guitar, Vocals
- Simone Pace – Drums, Keyboard
- Guy Picciotto – Vocals on “Futurism vs. Passéism Part 2”